# Adobe ImageReady
Adobe ImageReady é um editor de gráficos em bitmap desenvolvido pela Adobe Systems. Está disponível para Microsoft Windows e Mac OS X.